# 朱茹
朱茹（1529年—？年），字以彙，號泰菴，四川瀘州人，明朝政治人物。

## 生平
嘉靖二十八年（1549年）己酉科四川鄉試第五名舉人，三十二年（1553年），登癸丑科進士。都察院观政，授河南新蔡知县，升華州知州，升工部员外郎。嘉靖四十五年（1566年）任松江府知府。隆庆元年（1567年）调任寧國府，莅任旬月，復調辰州府知府，隆慶四年（1570年）四月升雲南按察司副使。萬曆二年（1574年）闰十二月復除江西副使。

## 家族
曾祖朱自明，祖朱㼅，贈工部员外郎；父朱子恭，布政司左参议；母郭氏（封宜人）。兄莢；茞；朱藻（按察司副使）；芮；葵；蕃；蕚；艾；藎，弟芹。
有女嫁董懋之子董廷策。